# Mount Hermanson
Mount Hermanson är ett berg i Antarktis. Det ligger i Östantarktis. Nya Zeeland gör anspråk på området. Toppen på Mount Hermanson är 3 140 meter över havet.
Terrängen runt Mount Hermanson är kuperad söderut, men norrut är den bergig. Trakten är obefolkad. Det finns inga samhällen i närheten.